# Jocelyn McCauley
Pour les articles homonymes, voir McCauley.
Jocelyn McCauley née Gardner le 16 mai 1988 à Bryan (Texas) aux États-Unis est une triathlète professionnelle, multiple vainqueur sur triathlon Ironman.

## Palmarès
Le tableau présente les résultats les plus significatifs (podium) obtenus sur le circuit international de triathlon depuis 2016.
| Année | Compétition              | Pays             | Position          | Temps           |
| ----- | ------------------------ | ---------------- | ----------------- | --------------- |
| 2019  | Ironman Nouvelle-Zélande | Nouvelle-Zélande | Médaille d'or     | 8 h 53 min 10 s |
| 2018  | Ironman 70.3 Vichy       | France           | Médaille d'argent | 4 h 15 min 16 s |
| 2017  | Ironman Nouvelle-Zélande | Nouvelle-Zélande | Médaille d'or     | 9 h 9 min 47 s  |
| 2017  | Ironman 70.3 Vichy       | France           | Médaille d'or     | 4 h 18 min 21 s |
| 2017  | Ironman 70.3 Taupo       | Nouvelle-Zélande | Médaille d'argent | 4 h 1 min 1 s   |
| 2016  | Ironman Mallorca         | Espagne          | Médaille d'or     | 9 h 11 min 55 s |